# کوژوشیتسه
کوژوشیتسه (به چکی: Kožušice) یک منطقهٔ مسکونی در جمهوری چک است که در ناحیه ویشکوو واقع شده‌است. کوژوشیتسه ۷٫۱۸ کیلومتر مربع مساحت و ۱۱۶ نفر جمعیت دارد و ۲۷۱ متر بالاتر از سطح دریا واقع شده‌است.